# 八雲駅
八雲駅（やくもえき）は、北海道二海郡八雲町本町（ほんちょう）にある北海道旅客鉄道（JR北海道）函館本線の駅である。駅番号はH54。電報略号はクモ。事務管理コードは▲140122。
八雲町の代表駅で、全ての定期旅客列車が停車する。また管理駅として、落部駅 - 黒岩駅間を管理している。現存する北海道内の鉄道駅としては最西端に位置する。

## 歴史

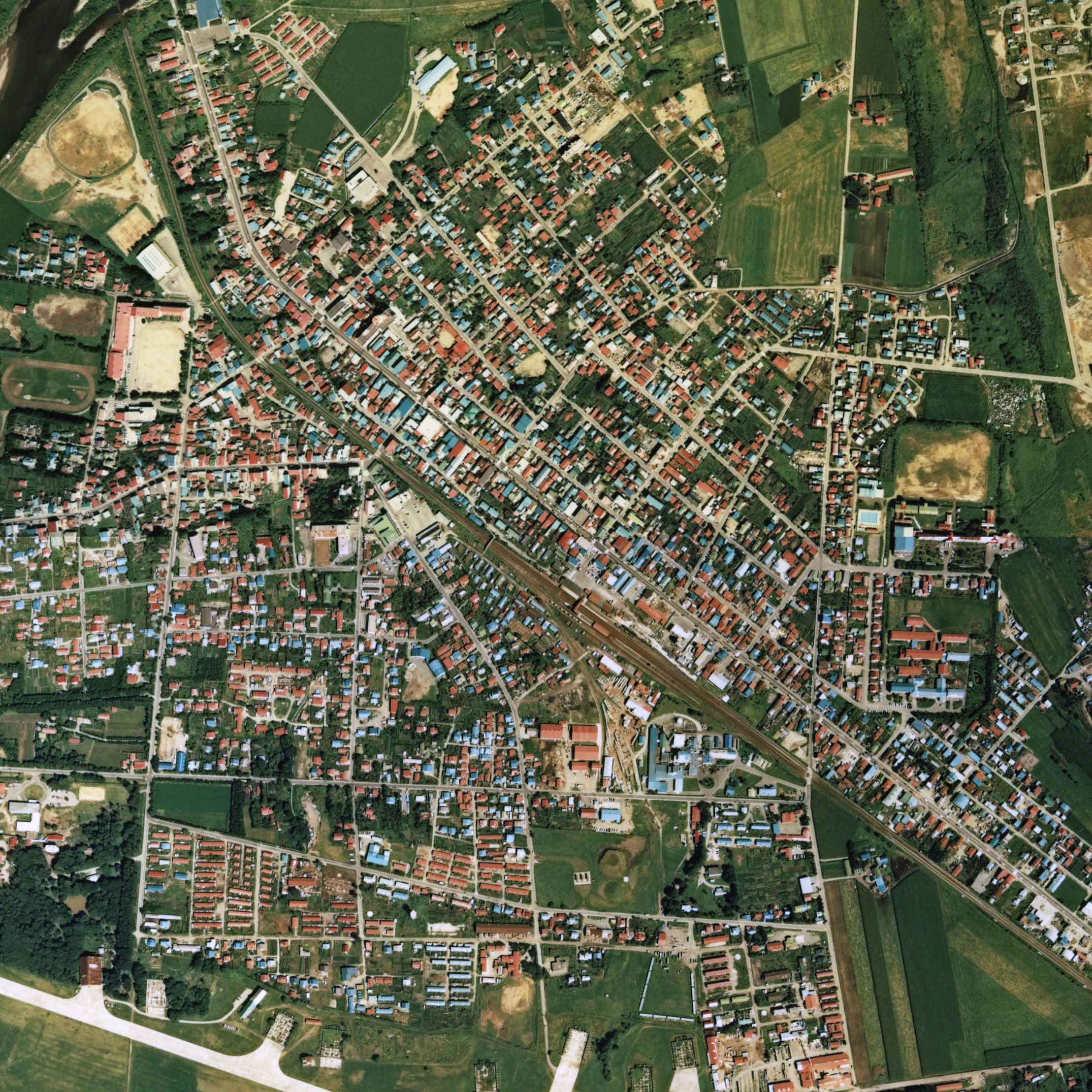
1976年の八雲駅と周囲約1.5km範囲。右下が函館方面。駅裏には青い屋根の雪印乳業八雲工場前へ膨らんだ側線とその左の農協倉庫引込線がある。3棟の大きな赤い屋根の農協倉庫の北側の空き地に灰色の基礎が残されているが、ここに八雲鉱業所の索道原動所とホッパーがあった。かつては道路を越えて八雲飛行場内へ引き込まれていた引込線もあった。また、長万部方面の駅北西側のカーブ付近から左方の遊楽部川岸へ向けて砂利線が分岐していた。

- 1903年（明治36年）11月3日：北海道鉄道 森駅 - 熱郛駅間の開通に伴い、同線の駅として開業[5]。一般駅[5]。
- 1907年（明治40年）7月1日：北海道鉄道の国有化に伴い、国有鉄道に移管[5]。
- 1909年（明治42年）10月12日：国有鉄道線路名称制定に伴い、函館本線の駅となる。
- 1915年（大正4年）：駅舎改築[6]。
- 時期不詳：大日本乳製品（後の雪印乳業）八雲工場専用線敷設[注 3]。
- 1930年（昭和5年）：駅舎改築[6]。
- 1943年（昭和18年）11月：中外鉱業八雲鉱業所が駅裏に鉛川のマンガン鉱山からの索道原動所と貯鉱槽を設置。鉱石積込専用線130m使用開始（敷設は同年5月）[注 4]。
- 1949年（昭和24年）6月1日：日本国有鉄道法施行に伴い、日本国有鉄道（国鉄）に継承。
- 1950年（昭和25年）5月以降：八雲飛行場の燃料補給施設へ引込線敷設[注 2]。
- 1954年（昭和29年）8月9日：昭和天皇、香淳皇后のお召し列車が停車。駅前奉迎が行われた[7]。
- 1958年（昭和33年）3月以降：八雲飛行場への引込線撤去[注 2]。
- 1960年（昭和35年）12月：長万部方に跨線人道橋設置[6]。
- 1969年（昭和44年）
  - x月x日：八雲鉱業所閉山[注 4]。
  - 9月26日：函館本線 山越駅 - 当駅間が複線化[8]。
  - 10月14日：駅舎改築[6]。
- 1981年（昭和56年）2月28日：雪印乳業八雲工場閉鎖[9]。
- 1984年（昭和59年）
  - 2月1日：貨物取扱い廃止[10]。
  - 11月19日：函館本線 当駅 - 鷲ノ巣駅（現・鷲ノ巣信号場）間が複線化[11]。
- 1985年（昭和60年）3月14日：荷物取扱い廃止[12]。
- 1987年（昭和62年）4月1日：国鉄分割民営化に伴い、北海道旅客鉄道（JR北海道）の駅となる[5]。
- 2007年（平成19年）10月1日：駅ナンバリングを実施[13]。
- 2012年（平成24年）3月1日：普通列車が駅構内で脱線する事故が発生。
- 2013年（平成25年）11月1日：特急「北斗」「スーパー北斗」全列車が停車するようになる[14]。
- 2014年（平成26年）5月12日：江差線江差駅の廃止に伴い、道内最西端の有人駅となる。
- 2015年（平成27年）3月13日：寝台特急「トワイライトエクスプレス」の廃止に伴い、当駅を通過する特急列車がなくなる。
- 2016年（平成28年）3月26日：当駅より西にあった隣駅の鷲ノ巣駅の信号場化に伴い、道内で最西端の旅客扱いがある停車場となる。
- 2022年（令和4年）度：話せる券売機を設置[15]。

## 駅構造
旅客用としては2面3線のホームを有する地上駅。駅舎側より、単式ホーム1面1線（1番のりば）、ホームの無い上り列車専用の側線1線（おもに貨物列車の待避用）、島式ホーム1面2線（2・3番のりば）、横取線となっている。ホーム間の移動は跨線橋で行なう。3番線は列車の折り返しが可能である。
社員配置駅だが早朝と夜間は駅員不在。冬期間のみ当直勤務がある。みどりの窓口、話せる券売機が設置されている。駅舎はコンクリート平屋建てである。自動改札機は設置されていない。

### のりば
| 番線 | 路線      | 方向                                                 | 行先                                                 |
| ---- | --------- | ---------------------------------------------------- | ---------------------------------------------------- |
| 1    | ■函館本線 | 上り                                                 | 森・函館方面                                         |
| 2    | ■函館本線 | 下り                                                 | 長万部・札幌方面                                     |
| 3    | ■函館本線 | （予備ホーム・下り貨物列車待避・上り普通列車待避線） | （予備ホーム・下り貨物列車待避・上り普通列車待避線） |

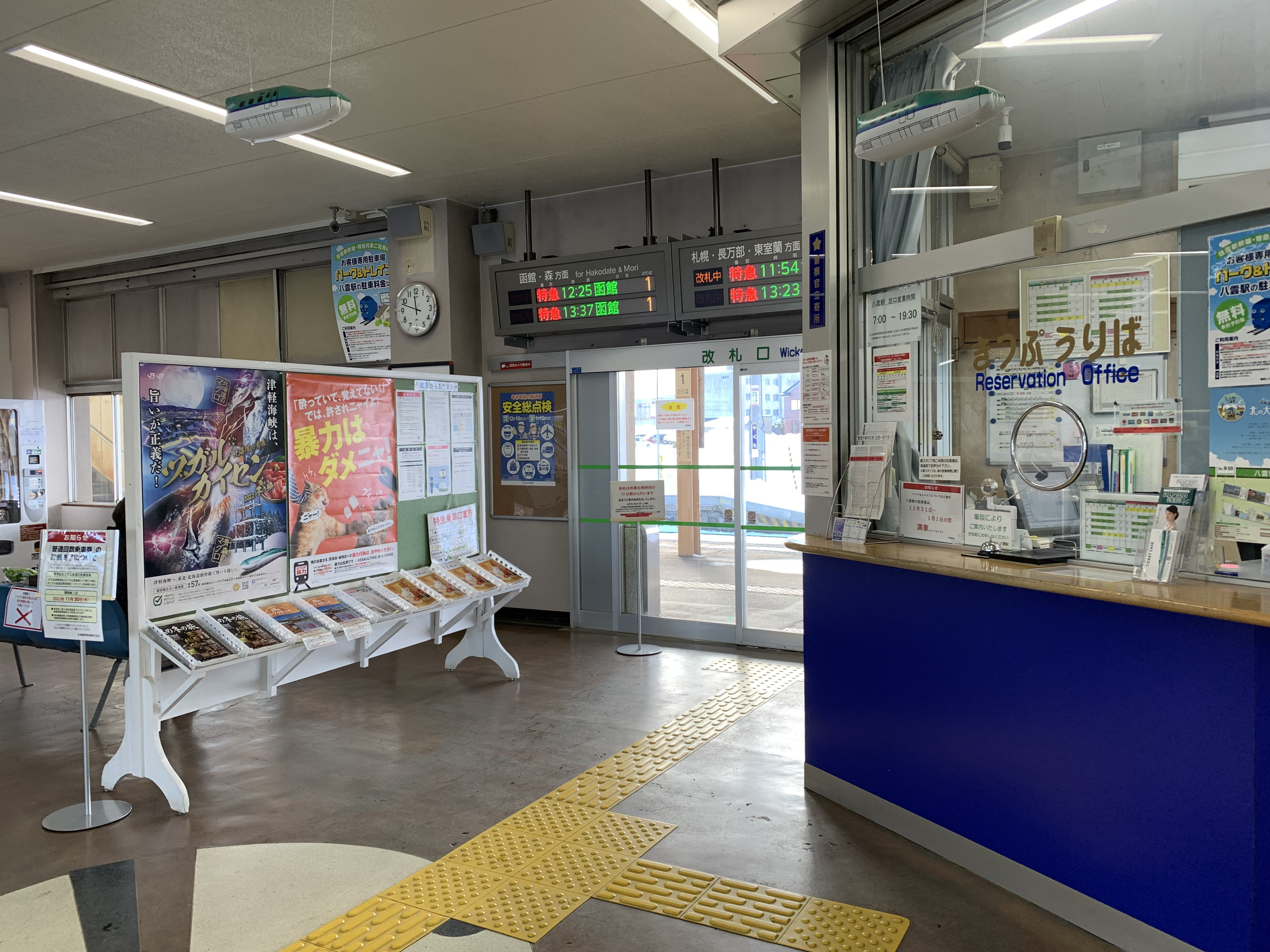
改札口（2022年12月）
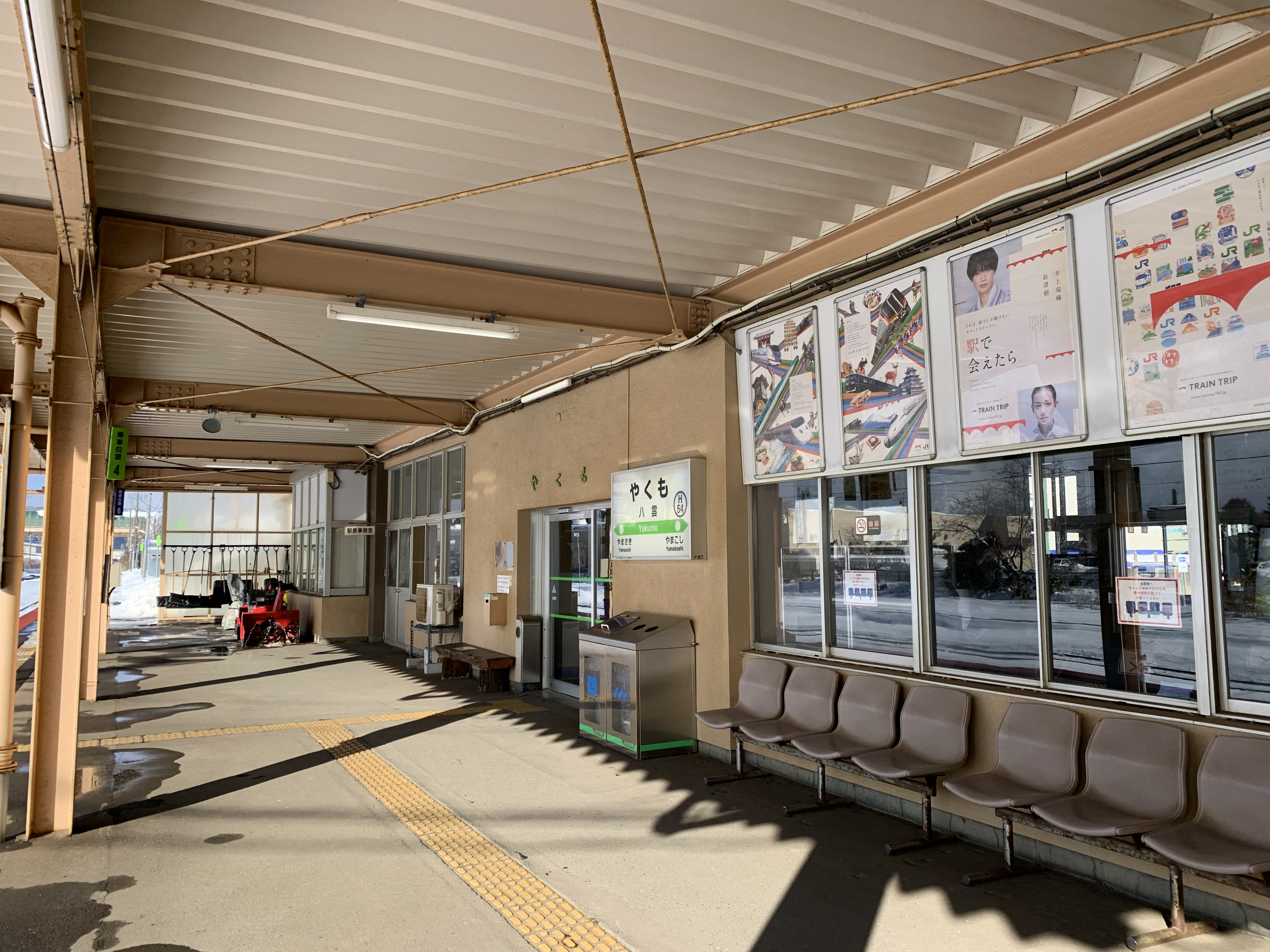
1番ホーム（2022年12月）
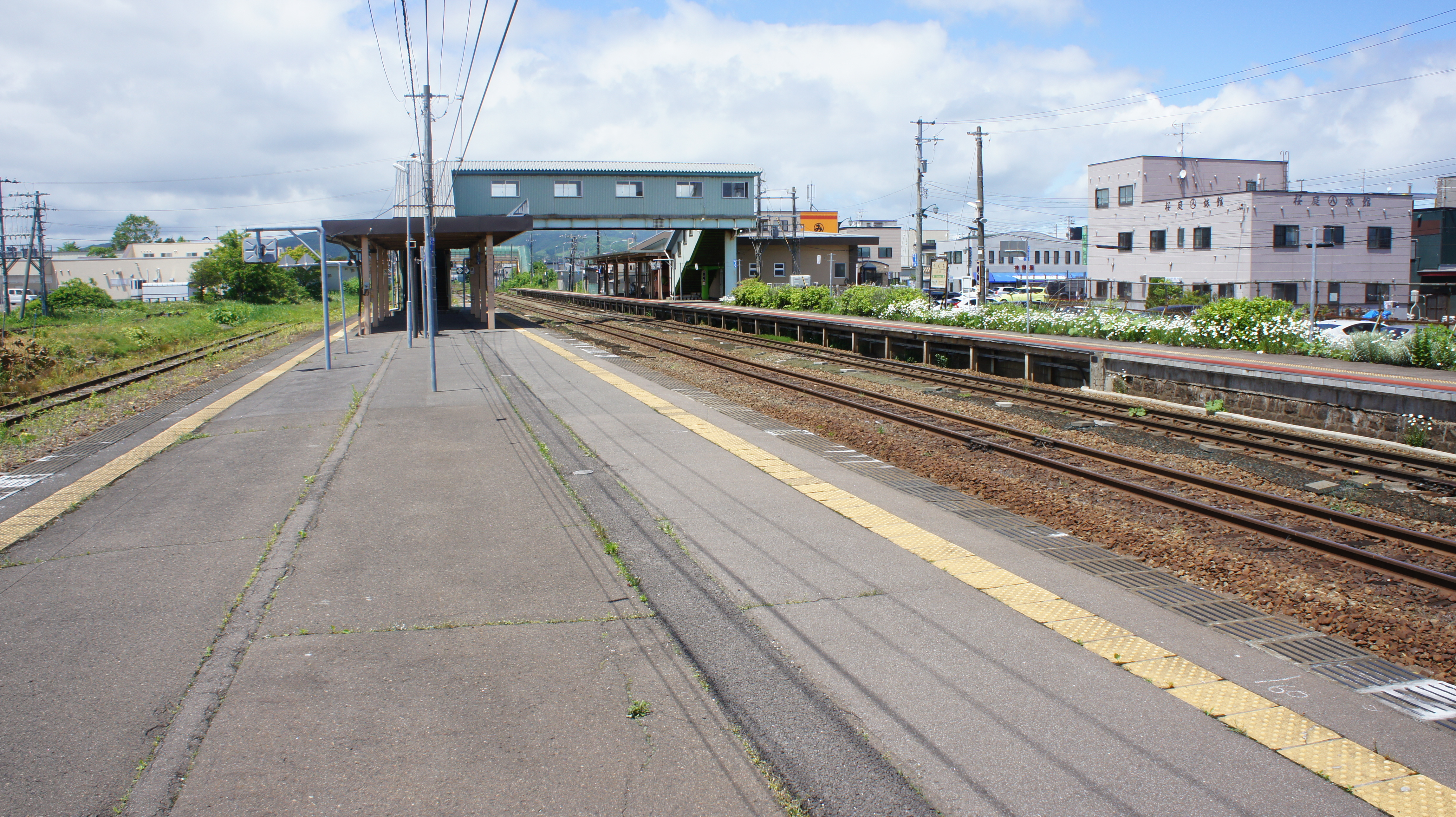
２・３番ホーム（2018年6月）
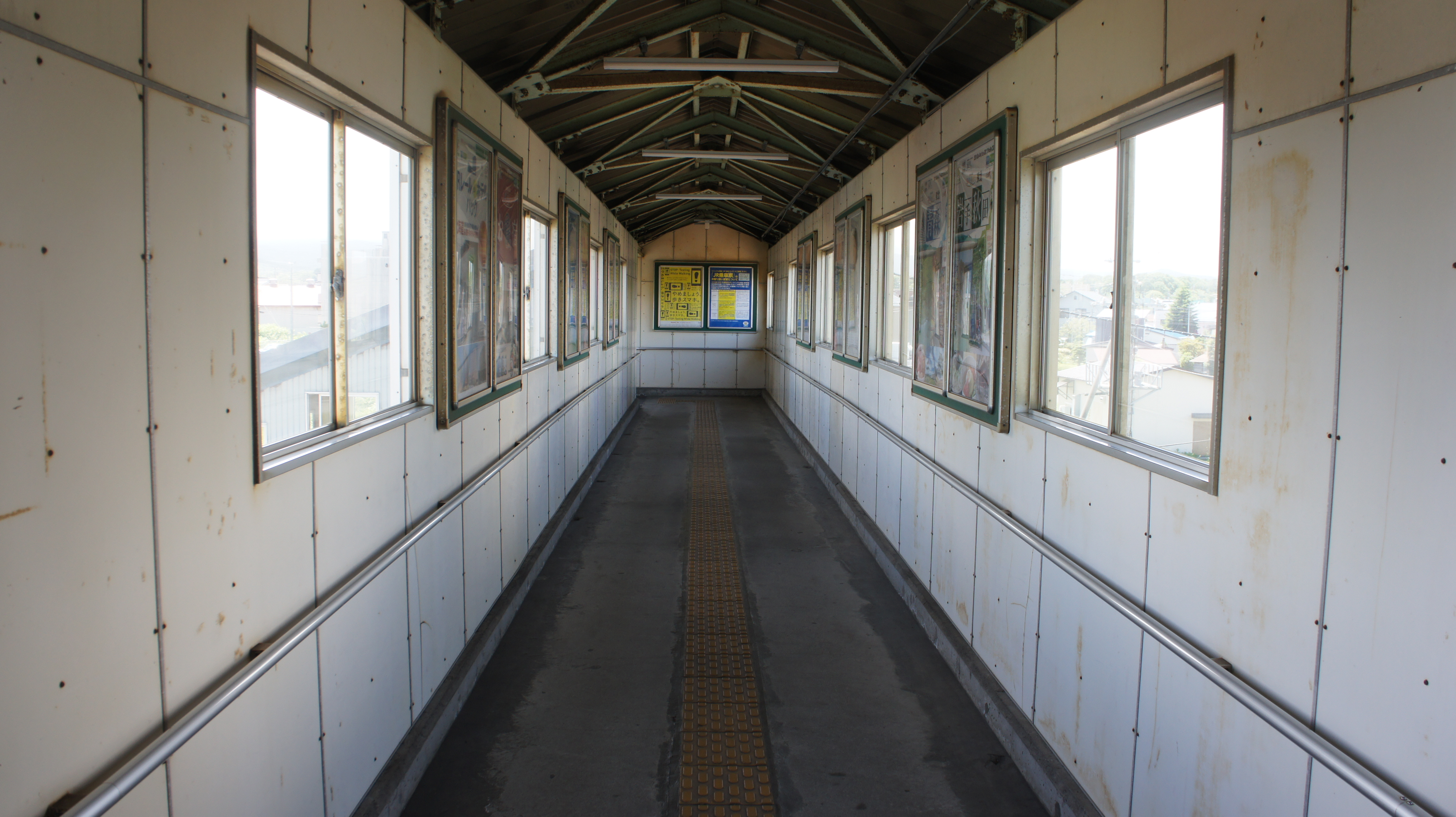
跨線橋（2018年6月）

## 利用状況
乗車人員の推移は以下の通り。年間の値のみ判明している年度は日数割で算出した参考値を括弧書きで示す。出典が「乗降人員」となっているものについては1/2とした値を括弧書きで乗車人員の欄に示し、備考欄で元の値を示す。
また、「JR調査」については、当該の年度を最終年とする過去5年間の各調査日における平均である。
| 年度               | 乗車人員（人） | 乗車人員（人） | 乗車人員（人） | 出典   | 備考 |
| 年度               | 年間           | 1日平均        | JR調査         | 出典   | 備考 |
| ------------------ | -------------- | -------------- | -------------- | ------ | ---- |
| 1978年（昭和53年） |                | 725.0          |                | [ 16 ] |      |
| 2017年（平成29年） |                |                | 223.4          | [ 17 ] |      |
| 2018年（平成30年） |                |                | 208.8          | [ 18 ] |      |

## 駅周辺
- 国道5号・国道277号
- 北海道道202号八雲停車場線
- 北海道道572号八雲港線
- 北海道道42号八雲北檜山線
- 北海道道1029号花浦内浦線
- 道央自動車道八雲インターチェンジ
- 函館バス、熊石・八雲間予約バス「八雲駅前」停留所[19][20]
- 高速はこだて号「八雲」停留所[21]
- 八雲町役場
- 八雲警察署
- 八雲郵便局
- 八雲駅前郵便局
- 八雲宮園郵便局
- 八雲税務署（八雲合同庁舎内）
- 函館職業安定所八雲出張所（八雲合同庁舎内）
- 函館地方法務局八雲出張所（八雲合同庁舎内）
- 八雲簡易裁判所
- 函館家庭裁判所八雲出張所
- 八雲区検察庁
- 北海道労働金庫八雲支店
- 渡島信用金庫八雲支店
- 北洋銀行八雲支店
- 新函館農業協同組合（JA新はこだて）八雲基幹支店
- 八雲町漁業協同組合
- 北海道八雲高等学校
- 八雲町民センター
- 八雲町公民館
- 八雲町郷土資料館
- 八雲町立図書館
- 八雲町総合体育館
- 八雲町消防本部
- はぴあ八雲
- 北海道八雲養護学校
- 八雲町立八雲中学校
- 八雲町立八雲小学校
- 八雲総合病院
- 国立病院機構八雲病院
- 八雲神社
- さらんべ公園
- 梅村庭園
- 航空自衛隊八雲分屯基地
- 八雲産業株式会社八雲事業所
- 遊楽部川
- 八雲大橋
- 八雲温泉
- 八雲町営乳牛育成牧場
- 北里大学獣畜産学部八雲牧場
- エーコープ やくも店
- マックスバリュ八雲店
- ラルズマート 八雲店
- 八雲神社

## その他
現在整備新幹線として建設中の北海道新幹線における八雲町内の駅は、当駅から南南西に約3キロメートル離れた新八雲駅（仮称）となる予定である。開業後には道内最西端の鉄道駅が当駅から新八雲駅に変わることになる。

## 隣の駅
北海道旅客鉄道（JR北海道）
■函館本線

山越駅 (H55) - 八雲駅 (H54) - （鷲ノ巣信号場） - 山崎駅 (H52)